# Felix Kersten
Pour les articles homonymes, voir Kersten.
Eduard Alexander Felix Kersten, né le 30 septembre 1898 à Tartu, alors nommée Youriev (gouvernement de Livonie) et mort le 16 avril 1960 à Hamm (Allemagne), est un masseur, médecin en thérapie manuelle, qui a soigné des membres de la famille royale des Pays-Bas, ainsi que le chef des SS, Heinrich Himmler. En utilisant son influence auprès du Reichsführer-SS, il a, entre autres, obtenu la libération de milliers de prisonniers détenus dans des camps de concentration. Dans un mémorandum daté du 18 juin 1947 et cité par l'historien François Kersaudy, les représentants suédois du Congrès juif mondial ont certifié que « Kersten a sauvé quelque 100 000 personnes de diverses nationalités, dont environ 60 000 Juifs […] au péril de sa vie. »
Joseph Kessel a écrit une biographie romancée qui lui est consacrée : Les mains du miracle. Dans sa préface au récit de Kessel, l'historien britannique Hugh Trevor-Roper dévoile qu'en tant qu'officier du Secret Intelligence Service, il eut à connaître des actions héroïques de Kersten dès la fin de la Seconde Guerre mondiale à travers les interrogatoires de Walter Schellenberg, conseiller politique de Himmler et chef du renseignement étranger (SD-Ausland) au sein du RSHA (Office Central de la Sûreté du Reich), le service de sécurité SS. Trevor-Roper écrit que « Schellenberg est un témoin particulièrement valable parce qu'il a été un témoin réticent. » En effet, « menacé d'être jugé à Nuremberg pour des crimes de guerre dont il se savait effectivement coupable », il était tenté de s'attribuer les mérites de certains sauvetages obtenus par Kersten.
La réalité des actions et des affirmations de Kersten est pour l'essentiel corroborée par l'historien français François Kersaudy dans le livre approfondi qu'il lui a consacré en 2021.

## Biographie
Felix Kersten est né le 30 septembre 1898 à Tartu, sur le territoire actuel de l'Estonie, qui faisait alors partie de l'Empire russe, de parents germano-baltes, Olga Kersten, née Stubing, et Friedrich Kersten. Son père était agriculteur et propriétaire terrien. Du fait de leur origine, les parents de Felix Kersten sont exilés au Kazakhstan en 1914 par le pouvoir russe. Leurs terres sont nationalisées par le gouvernement estonien dès l'indépendance acquise en 1918.

### Formation

#### Études d'agronomie et enrôlement dans l'armée finlandaise
En 1914, Felix Kersten entre à l'école d'agronomie de Jenfeld, dans le Holstein allemand, dont il sort diplômé en 1916. Il est incorporé à l'armée allemande à l'automne 1917 puis démobilisé en décembre 1918 sans avoir combattu. En 1919, il rejoint une formation armée envoyée par la Finlande, qui a chassé l'Armée rouge de son propre territoire et recouvré son indépendance, pour participer à la libération des pays baltes. Du fait de son enrôlement, il acquiert la nationalité finlandaise.

#### Hospitalisation et initiation à la thérapie manuelle à Helsinki
Privé de l'usage de ses jambes par un rhumatisme articulaire aigu contracté au cours de cette campagne militaire, Kersten est envoyé dans un hôpital militaire à Helsinki. Il explique être resté des mois dans cet hôpital et, lorsque son état s'est amélioré, avoir commencé à aider le médecin-chef Ekman à l'occasion de séances de massage. Celui-ci repère chez son aide un potentiel exceptionnel en la matière. Kersten commence à se former « en assistant les médecins militaires qui soignent par le massage finlandais les soldats blessés pendant la campagne ». Le Dr Colander, alors un spécialiste réputé, le prend comme élève à titre gracieux. S'ensuivent deux années d’études intensives, couronnées par un diplôme de « massage scientifique » en 1921.

#### Poursuite d'études à Berlin et formation par leDrKô
Felix Kersten se rend à Berlin en 1922 pour améliorer sa technique. Il étudie à la faculté de médecine et suit les enseignements pratiques du Pr Binswanger, du Dr Cornelius, spécialiste du massage des points névralgiques, et du Pr Bier, chirurgien vasculaire. Ce dernier lui présente le Dr Kô, lama tibétain « initié pendant quatorze ans aux sciences médicales chinoises et tibétaines » puis diplômé de la faculté de médecine de Londres. Tout en poursuivant les cours à la faculté de médecine, Kersten devient le disciple du Dr Kô.
De 1922 à 1925, celui-ci forme Kersten à ce que ce dernier nomme « thérapie manuelle » ou « thérapie physio-neurale », qu'il décrit en ces termes par Kersten : « Il s'agit du traitement et de l'entretien des tissus nerveux au moyen de pressions manuelles adaptées […] On peut pratiquement parler d'une thérapie des nerfs qui s'exerce en profondeur, dans la mesure où la peau, les tissus sous-cutanés et les tissus musculaires, avec leurs vaisseaux et leurs nerfs, sont saisis et étirés. ». L'historien François Kersaudy relève que Kersten ne présente pas sa technique thérapeutique comme miraculeuse et en précise de nombreuses contre-indications.

### Pratique professionnelle en tant que thérapeute manuel

#### Reconnaissance rapide à Berlin et patientèle issue des classes dirigeantes
À l'automne 1925, le Dr Kô annonce à Kersten son départ pour la Chine (où il est né) et lui assure « qu'il lui a transmis tout ce qu'il sait ». Le nouveau diplômé hérite de la clientèle du médecin tibétain à Berlin et sa situation financière devient florissante. En effet, nombre de ses patients sont des membres de l'élite économique et industrielle, à l'instar de Carl Bosch de IG Farben et August Diehn, directeur du cartel de la potasse. Cela lui permet par ailleurs de traiter à peu de frais ou sans se faire rémunérer des patients désargentés,.

#### Installation aux Pays-Bas, renommée auprès des élites européennes

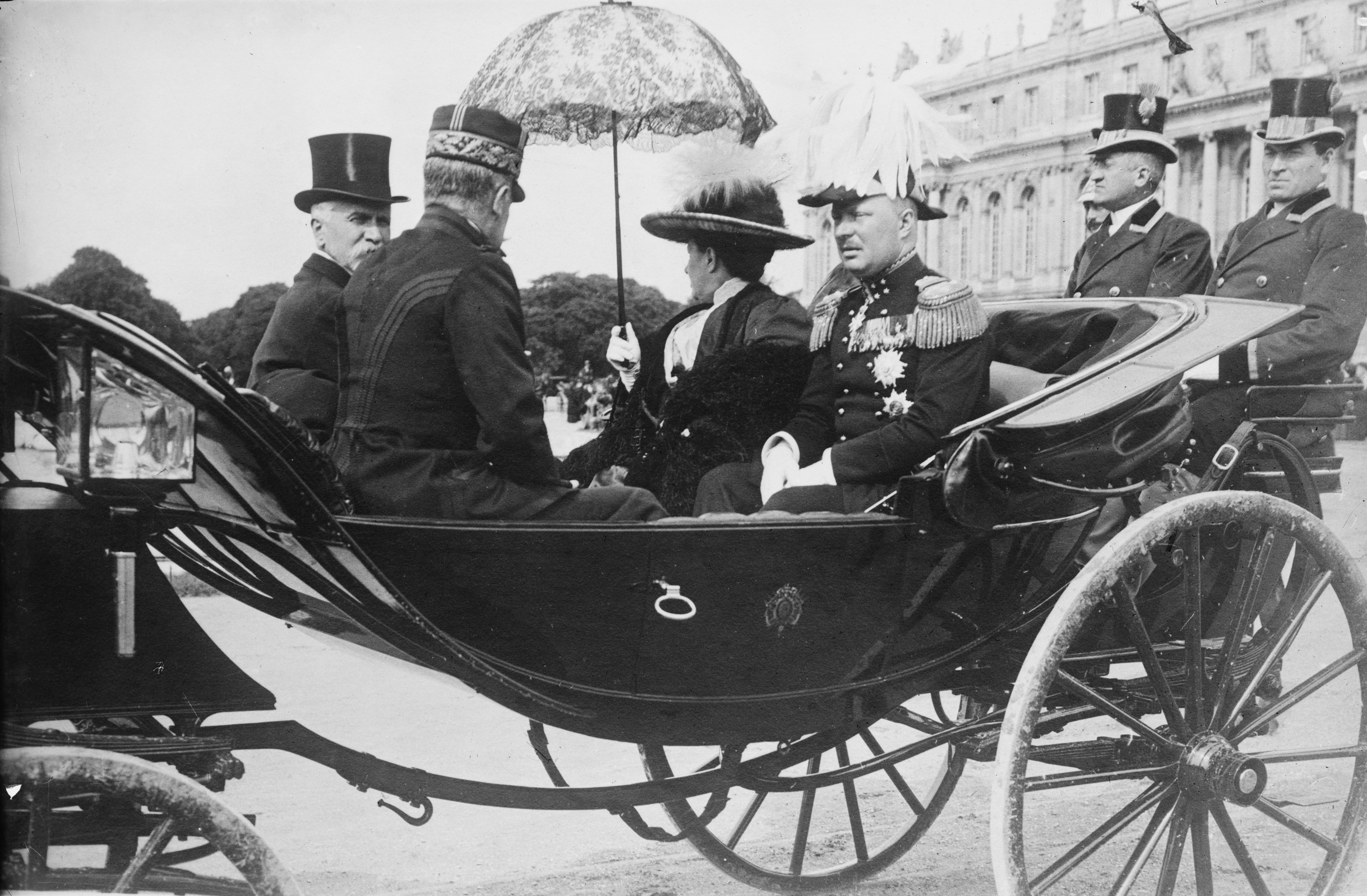
Henri de Mecklembourg-Schwerin.

Après quelques années de pratique, la réputation de Felix Kersten dépasse les frontières allemandes. En 1928, il soigne le prince Henri de Mecklembourg, mari de la reine Wilhelmine des Pays-Bas. À l'invitation de la famille royale néerlandaise, Kersten s'installe à La Haye en 1928. Tout au long de cette période, il exerce six mois par an à La Haye, quatre mois à Berlin et le reste du temps en Suisse, en Italie et en Autriche, recevant des patients de diverses nationalités.
Il soigne entre autres l'épouse de l'ambassadeur d'Italie à Berlin et le duc de Spolète, cousin du roi d'Italie Victor-Emmanuel III, dont la guérison accroit sa renommée, ainsi que le fils du général Willem Roëll, commandant en chef de l'armée néerlandaise - ce qui s'avère déterminant par la suite.

### Vie de famille
En 1937, Felix Kersten se marie avec Irmgard Neuschäffer, fille du garde forestier en chef du grand-duché de Hesse. En 1938, le couple donne naissance à un premier enfant.

### Agent d'influence et de renseignement auprès de Himmler

#### L'élément déclencheur
Alors qu'Hitler est au pouvoir depuis déjà plusieurs années et que les intentions belliqueuses du Troisième Reich deviennent de plus en plus visibles, le général Willem Roëll, qui le connaît donc déjà, approche Kersten pour l'inciter, via son activité thérapeutique et ses nombreuses connaissances dans la haute société berlinoise, à se rapprocher des hauts dignitaires nazis afin de renseigner les Pays-Bas.

#### Rencontre avec Himmler

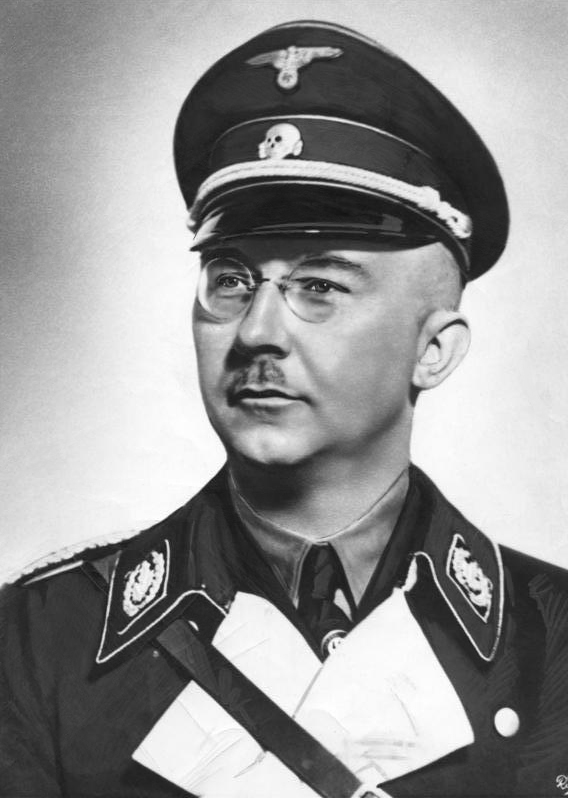
Heinrich Himmler.

Au début de 1939, son patient et ami August Diehn, directeur du cartel de la potasse, convainc Kersten d'examiner Heinrich Himmler, espérant qu'en le soignant, Kersten serait en position de le dissuader de nationaliser l'industrie lourde du pays. Kersten s'incline et soigne Himmler. C’est le début d’une relation patient-médecin entre Himmler et Kersten et d’une autre, mortelle, entre Kersten et la Gestapo.
À la première rencontre, Kersten apprend qu’une douleur insupportable taraude le Reichsführer, douleur que même la morphine ne peut dissiper. Après un diagnostic à l’aide de sa technique particulière, Kersten détermine l'origine des souffrances. À la suite d'un massage sur un centre nerveux précis, qui met le chef des SS au supplice, Himmler se relève et se sent léger pour la première fois depuis longtemps. S'ensuit une série de massages qui rendent à Himmler sa santé physique et son zèle sans limite envers le Führer.
En octobre 1939, Kersten est dans une situation délicate. En effet, Hitler s'est emparé de la Bohême-Moravie et de la Pologne, amenant les déclarations de guerre de la part de la France et de l’Angleterre. Étant citoyen et officier de réserve finlandais, il est fort possible que Kersten soit bientôt appelé sous les drapeaux pour combattre. Il demande conseil à l’ambassade de Finlande et reçoit le conseil de continuer à soigner Himmler, tout en rapportant ses propos aux autorités finlandaises.
En mai 1940, sa situation est devenue nettement plus complexe. L’Estonie est annexée par l’URSS. Ayant combattu les Soviétiques, il y est donc passible de la peine de mort. Aux Pays-Bas, les autorités allemandes lui en veulent, car il soigne la famille de la reine Wilhelmine. La Finlande lui ferme ses portes, car elle lui demande d’espionner Himmler. Finalement, en Allemagne, il est assigné à demeure ou doit accompagner le Reichsführer à bord d’un train spécial qui se déplace vers le front français.

#### Premières vies sauvées
En août 1940, le contremaître d’un ami et industriel allemand (le magnat de la potasse August Rosterg) est arrêté par les SS, car faisant partie d’un parti social-démocrate. Après avoir soigné une crise particulièrement aiguë de Himmler, le médecin profite de son immense reconnaissance pour demander la libération du contremaître. Himmler accède à son désir.
À partir de ce moment, profitant de la maladie de Himmler, Kersten fait libérer des milliers de prisonniers des camps de concentration Nazis. Plus tard, lors d’une visite aux Pays-Bas, il se confronte à Hanns Albin Rauter, le chef de la Gestapo aux Pays-Bas, pour qu’il libère l’un de ses amis. Rauter s'incline sur l'ordre de Himmler.
Pour influencer Himmler, Kersten entreprend de le flatter, le rendant l’égal des légendes allemandes, tel Frédéric Ier. Ce désir d’être flatté est suffisamment fort pour que Himmler signe des ordres d’élargissement qui sauvent des centaines de personnes.
L’influence que Kersten exerce sur Himmler est considérée avec intérêt par d’autres puissants du régime national-socialiste. Dans sa lutte pour la survie, Kersten peut compter sur Rudolf Brandt, secrétaire particulier de Himmler. Engagé comme secrétaire à cause de son érudition et de sa discrétion, il fournit régulièrement une aide précieuse au masseur, lequel est ballotté entre différents dirigeants de la SS.
En janvier 1941, il reçoit la visite de deux gestapistes lui rappelant qu’un médecin allemand ne peut soigner des Juifs. Kersten leur démontre qu’il est Finlandais, donc que cet interdit ne peut s'appliquer à lui. Lorsqu’il mentionne cet « incident » à Himmler, ce dernier tance vertement Heydrich, lui rappelant que Kersten est sous sa responsabilité.
Le brillant et redouté Walter Schellenberg, âme damnée[non neutre] de Himmler, ainsi que le général SS Gottlob Berger, militaire soucieux de son honneur qui a en dégoût profond la Gestapo et le racisme selon Kessel, mais néanmoins partisan de l'extermination des Juifs, prennent le parti de Kersten contre le redoutable Reinhard Heydrich et son remplaçant, Ernst Kaltenbrunner.

#### Actions en faveur des Néerlandais
Le 1er mars 1941, il aurait appris par hasard l’un des plans du Führer : déporter 3 millions de Néerlandais, tous d'ascendance germanique aux dires d’Hitler. Kersten raconte dans ses mémoires que selon Hitler, ils seraient des traîtres à la cause du Troisième Reich. En conséquence, ils seraient expédiés par train et par bateau vers la province de Lublin en Pologne, leurs femmes et leurs enfants faisant aussi partie du voyage. Kersten raconte qu'il se serait rendu compte que déplacer une telle masse de gens se ferait dans des conditions inimaginables. Entassés comme des bestiaux dans des trains, ils auraient faim et soif, et vivraient dans leurs déjections. Des dizaines de milliers de personnes mourraient pendant ce déplacement massif. Toujours d'après le récit de Kersten, après maints efforts, défendant l’idée que Himmler ne peut décupler les effectifs de la SS (une autre mission confiée par Hitler) et coordonner le transport d’autant de personnes, il aurait dissuadé le chef des SS de mettre en place un tel plan, prétextant qu’il serait complètement exténué après un tel effort.
En 1972, l'historien Loe de Jong a définitivement établi que ce projet de déportation des Néerlandais n'avait jamais existé . Plus récemment, en 2015, après la publication d'une bande dessinée Kersten, médecin d'Himmler reprenant cette histoire de déportation de Néerlandais, Stéphane Dubreil à son tour a souligné qu'il s'agissait d'une « idée farfelue », aucune preuve d'un quelconque plan n'ayant jamais été découverte selon lui.

#### Confidences de Himmler
Lors de ses séances de massage, Himmler se confia à plusieurs reprises à son masseur. Certaines de ces confidences, relatives aux projets de Hitler et des dirigeants nationaux-socialistes pour l'Europe, ont été publiées par le journal Le Figaro en 1947.
- Le 5 mars 1943, Himmler dit à Kersten que Hitler prévoyait la création d'un État de Bourgogne[Note 1], regroupant la Suisse romande, la Franche-Comté, la Bourgogne, la Champagne, la Picardie, le Hainaut français, la Wallonie. Cet État « modèle » aurait été national-socialiste et sa population aurait été germanisée ; il aurait été dirigé par Léon Degrelle qui, en tant que chancelier de Bourgogne, aurait rendu compte de ses actes à un administrateur du Reich.
- Le reste de la France serait devenu un protectorat de Gaule asservi à la domination allemande et regroupant « la lie de la population » ; Himmler affirmait avoir la preuve que le maréchal Pétain travaillait en fait pour les Alliés ; la France, « hystérique et dégénérée » selon Himmler, aurait été ainsi démantelée et aurait perdu son nom d'origine germanique[Note 2].
- Le 2 mai 1943, Himmler informa que dans son projet de démanteler les États-nations européens, Hitler avait résolu de faire de l'allemand la langue commune de toute l'Europe et de faire progressivement de toutes les autres langues des langues mortes.
- Himmler révéla également à Kersten que l'avortement serait légalisé, vivement encouragé et facilité dans tous les pays occupés par l'Allemagne et ce afin de réduire la population non germanique en Europe.
- La monogamie imposée en Europe par le christianisme qualifié par Himmler de « peste » car notamment fondé sur la « croyance qu'un homme peut se contenter d'une seule femme » serait abolie dans le futur Reich : les SS et les héros de guerre auraient des privilèges parmi lesquels celui d'avoir une seconde épouse « qui sera tout aussi légitime que la première ».

#### Protection renforcée de Himmler
Le 1er août 1944, Schellenberg l’avertit par coursier qu'Ernst Kaltenbrunner a préparé un attentat contre lui. Rendu sain et sauf auprès du Reichsführer, il lui montre la note rédigée par Schellenberg. Himmler découvre que c’est la vérité et avertit Kaltenbrunner que sa vie dépend de celle du docteur. Cet incident augmente la valeur de Kersten aux yeux de Himmler, car il était le seul à pouvoir le soigner.
En décembre 1944, un conjuré qui avait participé à un complot visant Hitler est pendu, malgré la promesse solennelle de Himmler de l’épargner. Furieux, Kersten rappelle à Himmler qu’il avait promis. À la suite de cette confrontation et après un échange avec Brandt, il se rend compte que Hitler a ordonné et que Himmler a obéi. Il retourne auprès de Himmler et obtient la libération de 50 étudiants norvégiens, de 50 policiers danois et de 3 000 femmes hollandaises, françaises, belges et polonaises.

#### Action en faveur des Juifs
Cela était remarquable, mais Kersten voulait plus. Il se trouvait que la Suisse était prête à accueillir 20 000 internés juifs. Himmler refuse, mais estime que 3 000 est plus raisonnable. Deux mois plus tard, une cohorte de 2 700 Juifs est promise aux chambres à gaz. Himmler y voit un signe du destin et fait dérouter le train vers la Suisse.
En 1945, l’étau allié se resserre sur l’Allemagne. Himmler sait qu’elle ne peut gagner la guerre. Cela fait plusieurs mois qu’il tente de négocier la reddition avec les Alliés, mais en vain. Dans un but de « nettoyage » ethnique, Hitler a ordonné de faire sauter les camps de concentration si une armée ennemie s'en approche à moins de 8 kilomètres. Beaucoup parmi les 800 000 internés y trouveraient la mort. Les Suédois demandent à Kersten d’intervenir pour les sauver.
Après d’âpres négociations, Himmler étant encore dévoué au Führer, il signe le 12 mars 1945 un extraordinaire document intitulé Contrat au nom de l’humanité. Celui-ci contient en essence :
1. Les camps de concentration ne seront pas dynamités ;
2. Le drapeau blanc flottera à l’entrée de ceux-ci ;
3. On n’exécutera plus un seul Juif ;
4. La Suède pourra envoyer des colis individuels aux prisonniers juifs.

En signe de paix, Himmler fait libérer 5 000 Juifs supplémentaires et souhaite rencontrer un membre du Congrès juif mondial. Lorsque le contact suédois de Kersten apprend cela, il ne peut le croire. L’ennemi juré des Juifs acceptait de négocier avec eux. Norbert Masur est l’envoyé pour cette réunion qui se tient à Hartzwalde, résidence de Kersten. Après de longues négociations, Masur obtient que les Juifs ne soient plus molestés par les Allemands sous les ordres de Himmler. Dans son œuvre Les Bienveillantes, Jonathan Littell évoque très brièvement le rôle de Kersten durant cette période.

### Après la guerre

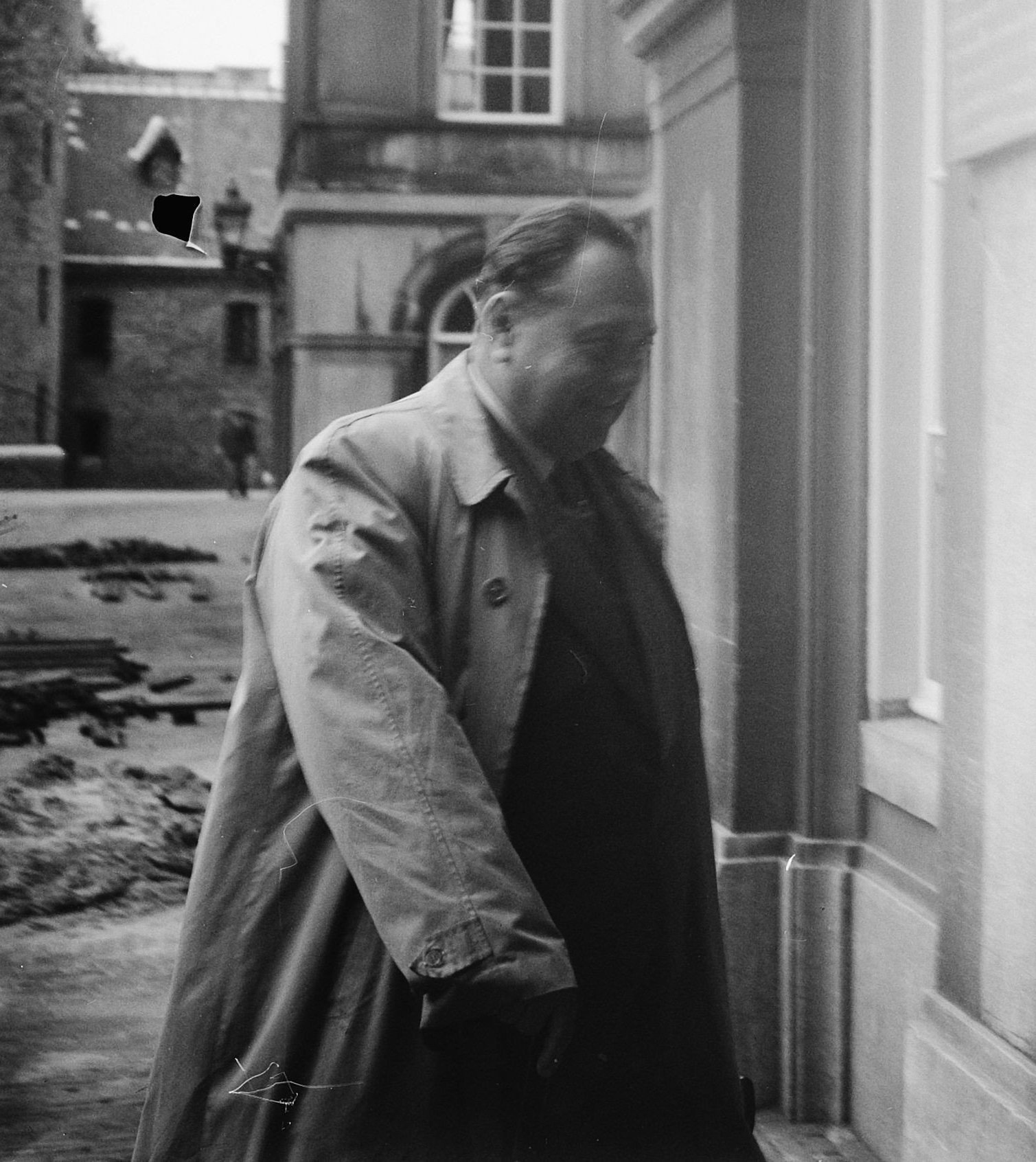
Felix Kersten à l’époque de son passage devant la commission d’enquête de la Haye, le 15 septembre 1948.

Lors du procès des médecins, Brandt est accusé d’avoir signé tous les ordres meurtriers issus de Himmler. Kersten tente de le défendre, allant jusqu’à envoyer une lettre au président des États-Unis d’alors, Harry Truman, mais en vain. Rudolf Brandt est pendu.
Felix Kersten s'installe en Suède après la guerre et connaît quelques défaveurs pour avoir entretenu des relations avec l’un des pires assassins nazis. Des Néerlandais qu'il a sauvés intercèdent en sa faveur et font mettre sur pied une commission d’enquête spéciale. En 1949, après avoir entendu des dizaines de témoins et compulsé des milliers de documents, elle démontre que Kersten a sauvé des milliers de vies. Il est décoré par les Pays-Bas, qui le proposent à plusieurs reprises pour le prix Nobel de la paix, qu’il n’obtint jamais.
En 1953, il est naturalisé suédois et le ministère suédois des Affaires étrangères reconnaît ses gestes qui ont sauvé de la mort des milliers de personnes. L’historien Hugh Trevor-Roper a aussi défendu la cause de ce masseur devenu sauveur.
Après avoir œuvré dans différents pays, Allemagne, Suède, Pays-Bas et France, il meurt d’une crise cardiaque le 16 avril 1960. La France le décore de la Légion d'honneur à titre posthume en novembre 1960.

### Sur la personnalité de Felix Kersten
L'historien Loe de Jong qui fut amené à examiner avec un œil critique les témoignages de Kesten a résumé ainsi quelques traits du personnage :
« À travers les quelques rencontres que j'ai eues avec lui, et en étudiant des documents relatifs à sa personne et à ses actions, il m'est apparu comme un nœud de  contradictions : très vaniteux et très bienveillant ; assoiffé de reconnaissance et disposé à aider ses semblables ; ingénieux dans les petites choses et incapable de hauteur de vue pour des affaires plus complexes ; rusé et en même temps naïf. Je voudrais répéter les conclusions auxquelles je suis parvenu : dans un certain nombre de cas, Kersten s'est efforcé d'obtenir la libération de Néerlandais et d'autres personnes arrêtées ou condamnées ; il a joué un rôle important de médiateur dans le départ vers la Suède d'un millier de Néerlandaises emprisonnées dans le camp de concentration de Ravensbrück, ainsi que dans les mesures prises par Himmler dans la dernière phase de la guerre pour épargner la vie de plusieurs dizaines de milliers de Juifs ; et, dans ces interventions, il a mis sa propre vie en danger »

## Distinctions
- Grand Officier de l'Ordre d'Orange-Nassau[réf. nécessaire].
- Chevalier de la Légion d'honneur[réf. nécessaire].

Le titre de Medizinalrat, le plus haut que puisse obtenir un médecin en Finlande, lui a été décerné pour services exceptionnels rendus à son pays en 1939 et 1940. Ce titre n’a été accordé que quatre fois dans l’histoire de la Finlande
D’autre part Kersten a fait partie de la liste des nominations pour le prix Nobel de la paix à huit reprises entre 1952 et 1960 (« nominated for his work to save civilian POWs from German concentration camps » ).

## Publications
- (de) Die manuelle Therapie, 1929
- (en) The Kersten Memoirs 1940 1945 (préface de Hugh Trevor-Roper), 1957
- (de) Die Heilkraft Der Hand: Grundlagen und Vorbedingungen einer Funktionellen Therapie de somatischen Tiefe, 1958, Karl F. Haug Verlag, Ulm

## Bande dessinée
- Kersten, médecin d'Himmler Tomes I et II de Patrice Perna et Fabien Bedouel, Glénat, 2015 : 
  - Pacte avec le mal, janvier 2015  (ISBN 978-2-344-00058-8).
  - Au nom de l'Humanité, septembre 2015  (ISBN 978-2-344-00929-1).

## Documentaires
- Felix Kersten, le médecin du diable (2008) - Documentaire d’Emmanuel Amara (production Sunset Presse) (50 minutes) diffusé le 28 janvier, 8 et 14 février 2008 sur France 5, le 30 juillet 2010, le 3 août 2010, le 25 février 2011, le 25 avril 2014 et le 19 décembre 2014 ; le 28 mars 2016 sur RMC – vidéo sur You Tube (voir liens externes). Le film « a reçu le prix du 15e anniversaire du Festival international d’actualité et du documentaire de société[23] » (FIGRA[24]).
- Grains de sable de l'histoire : Kersten (2015) - Documentaire (Home Productions) (52 minutes) diffusé sur RMC le 18 mars 2016[8],[25].
- Un documentaire "L'affaire Kersten : l'énigmatique docteur d'Himmler" réalisé par Franck Guérin et diffusé sur Planète+ (note 3T sur Télérama) crée une controverse sur le rôle de Kersten pendant la seconde guerre mondiale et le décrit comme un manipulateur.
- Un podcast (en anglais) « The Felix Kersten files », du réalisateur finlandais Arto Koskinen, qui enquête en profondeur sur les dessous d’une histoire jugée trop belle (« The Felix Kersten files - a story that is just too good ») nous apprend des dessous plus sombres de ce personnage énigmatique dont l’histoire semble avoir pu commencer avec une usurpation d’identité, avec, notamment, des interviews de sa famille. Ce documentaire audio fait suite au film d’Arto Koskinen « Who was Felix Kersten » fin des années 1990, et dont de nombreux points posaient question au réalisateur qui a alors décidé d’aller plus loin dans son investigation.  Lien